# Sheila Abdus-Salaam
Sheila Abdus-Salaam, nacida Sheila Turner (Washington, 14 de marzo de 1952-Nueva York, 12 de abril de 2017), fue una abogada estadounidense, jueza de la Corte de Apelaciones de Nueva York. Fue la primera jueza afroamericana en llegar al más alto tribunal de Nueva York.

## Biografía
Abdus-Salaam nació en 1952 en Washington D. C. creciendo en una familia de clase trabajadora con seis hermanos. Allí estudió en la escuela públicas. Cuando de niña investigó su historia familiar descubrió que su bisabuelo fue esclavo en Virginia.
Abdus-Salaam se licenció en 1974 en la Barnard Universidad y se graduó tres años más tarde, en 1977 en Facultad de Derecho de la Universidad de Columbia. En Columbia fue compañera de clase de Eric Holder que sería futuro fiscal general de los Estados Unidos.
Antes de formar parte del tribunal, trabajó como abogada para Brooklyn Servicios Legales y en el Departamento legal del Ministerio de asuntos exteriores de Nueva York como Fiscal general adjunta en las oficinas de financiamiento de derechos civiles e inmobiliaria. Posteriormente trabajó en el Tribunal Civil de la Ciudad de Nueva York de 1992 a 1993. Sirvió en la Corte Suprema de Nueva York de 1993 a 2009. Fue designada a la División de Apelaciones, Primer Departamento Judicial, en 2009, por el Gobernador David Paterson. Fue jueza asociada de la División de Apelaciones de la Corte Suprema de Nueva York, Primer Departamento Judicial, desde 2009 hasta su ascenso en 2013.
El 5 de abril de 2013, tras la muerte de juez Theodore T. Jones, fue designada por el gobernador de Nueva York Andrew M. Cuomo para ocupar la vacante del Tribunal de Apelaciones de Nueva York. Fue confirmada sin oposición en una votación del 6 de mayo de 2013.
Fue vista como una voz liberal en el banquillo, con frecuencia apoyando a los litigantes vulnerables contra poderosos intereses de las grandes corporaciones. Fue conocida por ser sincera y reflexiva en sus juicios, y publicó una decisión histórica defendiendo los derechos de los padres no biológicos en parejas del mismo sexo para lograr la custodia o el régimen de visitas, cuando la pareja había decidido concebir y criar a un niño juntos.
La jueza era miembro de Project Brownstone, una asociación de apoyo a jóvenes marginados.
Fue encontrada muerta el 12 de abril de 2017. Su cuerpo estaba flotando en la orilla del río Hudson en Manhattan horas después de que su marido hubiera denunciando la ausencia de su casa en Harlem. La policía informó que no había ninguna señal de violencia en su cuerpo.
Abdus-Salaam asumió el apellido de su primer marido y lo mantuvo durante su carrera profesional. Su segundo marido, James Hatcher, era el hijo de Andrew Hatcher, quién trabajó como jefe de prensa para John F. Kennedy. Su tercer marido, Gregory A. Jacobs, con quien se casó en junio de 2016, era un pastor cristiano de la diócesis episcopal de Newark.
A pesar de que en frecuentes ocasiones se ha hecho referencia a que fue la primera mujer musulmana en ser jueza del tribunal de apelaciones de Nueva York, ella nunca se convirtió al islam, a pesar de que sí adoptó el apellido islámico de su primer marido.